# Spittwitz
Spittwitz, obersorbisch Spytecyⓘ, ist ein Ort im Zentrum des Oberlausitzer Landkreises Bautzen, der seit 1974 zur Gemeinde Göda gehört. Zuvor war Spittwitz eine eigenständige Gemeinde mit den Ortsteilen Neuspittwitz, Skala und Leutwitz (seit 1936).

## Geografie
Das Dorf liegt im Oberlausitzer Gefilde an der Straße zwischen Bautzen und Bischofswerda an der Mündung des Silberwassers in das Schwarzwasser.
Nachbarorte sind Kleinpraga im Nordosten, Semmichau im Osten, Neuspittwitz im Süden, Rothnaußlitz im Südwesten, Cannewitz im Westen und Leutwitz im Nordwesten.

## Geschichte
Die erste urkundliche Erwähnung als Spetewicz stammt aus dem Jahr 1374 oder 1382. Mindestens seit dem 16. Jahrhundert war das Dorf auch Herrensitz.

### Einwohner
Im Jahre 1884 hatte der Ort nach der Statistik von Arnošt Muka zusammen mit Neuspittwitz 305 Einwohner, davon 277 Sorben (91 %). Ernst Tschernik zählte 1956 nur noch 9 % der Einwohnerschaft in der Gemeinde Spittwitz als sorbischsprachig.

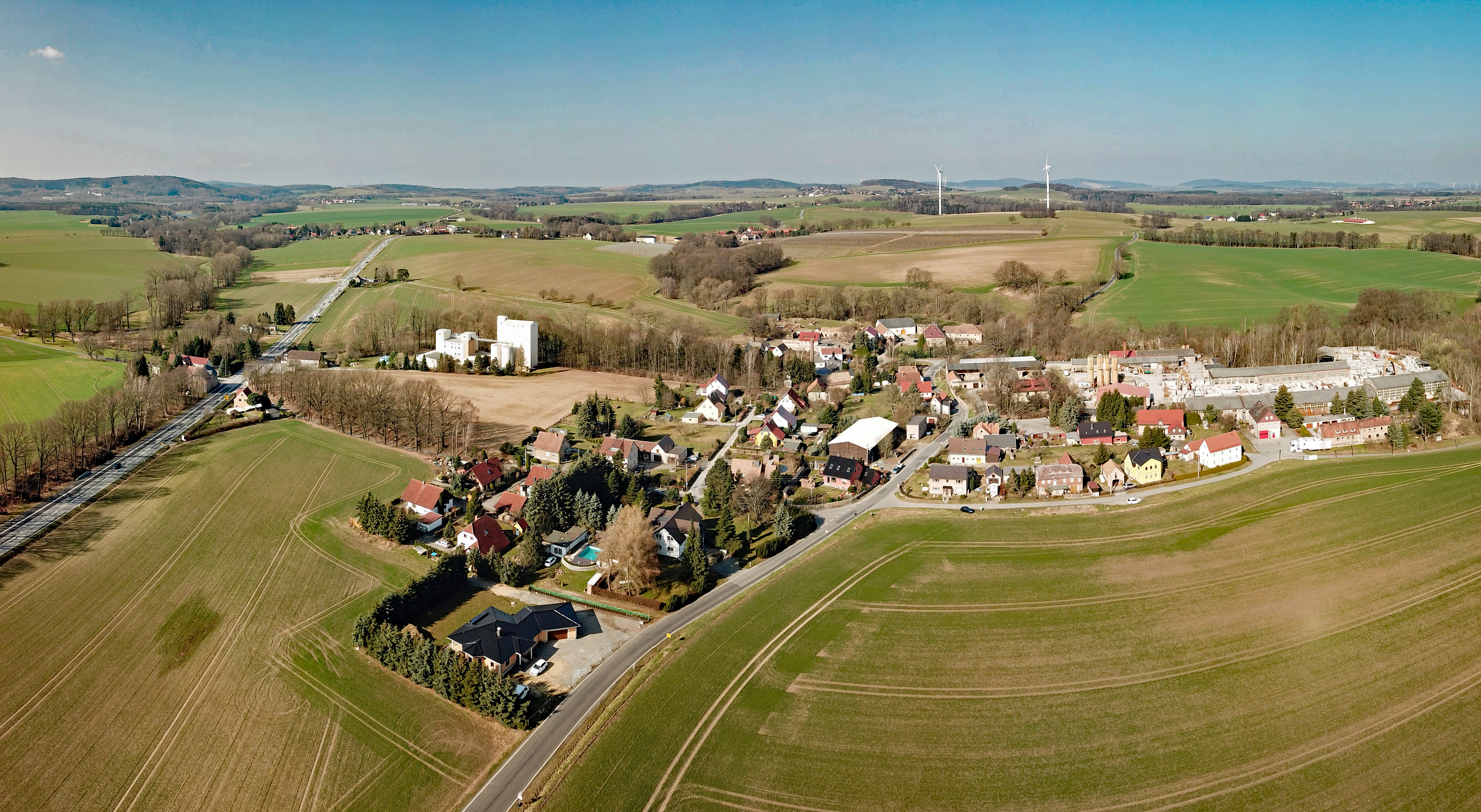
Luftbild von Spittwitz aus Osten